# KBS World
KBS World je mezinárodní vysílací služba Korean Broadcasting System. Skládá se z KBS World Radio, televizního stanice KBS World a stanice KBS KOREA.

## Dějiny
Cizí jazykové rozhlasové vysílání od KBS (před jeho restrukturalizací na veřejnoprávní vysílače v březnu 1973) bylo zahájeno jako „The Voice of Free Korea“ v roce 1953. Oficiálně se stalo součástí KBS v červenci 1968. Stanice byla přejmenována na Radio Korea v březnu 1973 a poté Radio Korea International v srpnu 1994.
V červenci 2003 začal vysílat KBS World, mezinárodní televizní kanál zaměřený na Korejce v zahraničí. V březnu 2005 se Radio Korea International stala KBS World Radio. Většina dramatu má své vlastní titulky v závislosti na zemi, jako je angličtina, čínština, malajština, vietnamština a indonéština.

## Služby
- KBS World Radio
- KBS World TV
- KBS KOREA